# 平井みき
平井 みき（ひらい みき、1991年8月20日 - ）は、埼玉県出身の元子役。劇団東俳に所属していた。趣味・特技は縄跳び、鉄棒。

## 出演作品

### テレビ
- はぐれ刑事純情派 第9シリーズ 第20話「イフを捨てた女! 母の似顔絵」（1996年）
- 心療内科医・涼子（1997年）
- 美少女H 第8話「せつない雨」（1998年）
- ビーロボカブタック第48話 - 幼い頃の円（1998年）
- 再婚トランプ（1998年） - 亜希子
- アフリカの夜 第7話「八重子! 一緒に死んでくれ」（1999年）
- 救急ハート治療室 第8話「涙の花火大会」（1999年）
- 未来戦隊タイムレンジャー 第49話 「千年を超えて」 (2000年)

### 舞台
- 駆け込み寺てんまつ記

### CM
- ミツカン
- 資生堂 ピントスキン
- カネボウ